# A Profile. The King on Stage Vol. 2, CD 3
A Profile. The King on Stage Vol. 2, CD 3 – album koncertowy Elvisa Presleya, stanowiący pełny zapis popołudniowego (godz. 14:30) występu  z 6 października 1974 roku w Dayton i końca koncertu z 28 września 1974 roku w College Park. Jest częścią box setu A Profile. The King on Stage Vol. 2. Elvis miał na sobie Blue Rainbow suit.

## Lista utworów

### 28 września 1974
1. "Hawaiian Wedding Song
2. "Blue Suede Shoes"
3. "Dialog"
4. "Can’t Help Falling in Love"
5. "Closing Vamp"

### 6 października 1974
1. "2001 Theme"
2. "See See Rider"
3. "I Got a Woman – Amen"
4. "Love Me"
5. "If You Love Me + reprise"
6. "It’s Midnight"
7. "Big Boss Man"
8. "Fever"
9. "Love Me Tender"
10. "Hound Dog + reprise"
11. "Introductions"
12. "Lawdy, Miss Clawdy (Glen D Hardin)"
13. "Introductions"
14. "All Shook Up"
15. "Teddy Bear – Don’t Be Cruel"
16. "Heartbreak Hotel"
17. "Why Me Lord"
18. "Promised Land"
19. "You Gave Me a Mountain"
20. "Let Me Be There + reprise"
21. "Hawaiian Wedding Song+ reprise"
22. "Can’t Help Falling in Love"
23. "Closing Vamp"